# Teja de MicroConcreto

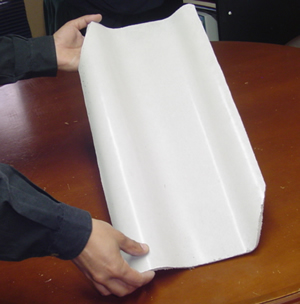
Teja de MicroConcreto en color natural

La Teja de MicroConcreto (TMC) es un elemento de cubierta realizado en forma semiartesanal, con cemento, agua y arena.
Los acabados más utilizados en cubiertas inclinadas son: teja cerámica, pizarra, planchas de zinc, fibrocemento. Todos, con excepción del primero, son de alto coste en los países menos desarrollados. Por otro lado, en estos países, la teja cerámica artesanal aumenta los procesos de deforestación debido a los métodos usados para cocer la arcilla. 
En estos casos, la Teja de MicroConcreto (de hormigón o concreto) constituye otra alternativa económica para conformar cubiertas.